# مانو ليكومت
مانو ليكومت (16 أغسطس 1995 بإيكسل في بلجيكا - ) هو لاعب كرة سلة بلجيكي في مركز الهجوم خلفي، شارك في بطولة أمم أوروبا لكرة السلة 2017. ولعب مع بايلور بيرز ‏.

## وصلات خارجية
- مانو ليكومت على موقع الاتحاد الدولي لكرة السلة (الإنجليزية)
- مانو ليكومت على موقع الدوري الإسباني لكرة السلة (الإسبانية)
- مانو ليكومت على موقع كرة السلة الأوروبية.كوم (الإنجليزية)
- مانو ليكومت على موقع كلية كرة السلة في سبورتس رفرنس.كوم (الإنجليزية)
- مانو ليكومت على موقع ريلجم (الإنجليزية)
- مانو ليكومت على موقع بروبوليرز (الإنجليزية)
- مانو ليكومت على موقع سبورتس رفرنس (الإنجليزية)
- مانو ليكومت على موقع سبورتس رفرنس (الإنجليزية)